# Autodoc
A AUTODOC SE é uma empresa de comércio eletrónico que vende peças auto e produtos relacionados em 27 países europeus. A AUTODOC tem localizações na Alemanha, Polónia, Itália, República Checa, Ucrânia, Espanha, Moldávia, França e Portugal.

## Historial
A AUTODOC foi criada em 2008 como E&S Pkwteile GmbH por Alexej Erdle, Max Wegner e Vitalij Kungel. Nos primeiros anos, a empresa estava localizada em Weissensee, na zona de Berlim. Contudo, desde 2010 que o espaço relativo ao escritório e à logística estão localizados em Lichtenberg, também em Berlim. A expansão para a Áustria e a Suíça começou em 2011, seguindo-se a entrada no Reino Unido, França, Itália e Espanha em 2012.
Em 2015, a empresa passou a denominar-se AUTODOC GmbH. No ano seguinte, em 2016, a sua receita anual ultrapassou os 100 milhões de euros, enquanto em 2017 ultrapassou os 250 milhões de euros. Em 2018, a Autodoc aumentou o seu leque de produtos, passando a incluir peças sobressalentes para camiões e outros veículos comerciais. Em 2021, a receita anual da empresa ultrapassou os mil milhões de euros. Em 2023, a AUTODOC atingiu vendas de mais de 1,3 mil milhões de euros.
Em 2018, a empresa foi reconhecida pela Financial Times como uma das empresas que cresceram mais rapidamente na Europa com base nas receitas.
Em 2019, a Autodoc celebrou um acordo de parceria com a TecAlliance, uma empresa de dados, para integrar a plataforma B2B Order Manager, uma ferramenta multifuncional para o processo na sua globalidade, desde a encomenda até à faturação.
O maior centro de logística da empresa está localizado em Szczecin, na Polónia, o qual abriu em 2018, expandindo-se posteriormente, em setembro de 2020, com um centro de distribuição semiautomatizado. Em dezembro de 2022, foi concluído um novo centro de logística com 40 000 metros quadrados de espaço de armazém.
Em setembro de 2021, a AUTODOC alterou a sua forma legal, passando do tipo de sociedade comercial GmbH para uma sociedade anónima. Desde novembro de 2022, a empresa opera como AUTODOC SE (Societas Europaea). No mesmo ano, a empresa criou a sua subsidiária portuguesa, denominada ATD PORTUGAL. A Autodoc escolheu a Marco, uma agência de comunicação, como parceira nessa área em Portugal.
Em 2023, a Autodoc abriu um centro tecnológico no Lagoas Park, no concelho de Oeiras.

## Visão geral
Em maio de 2023, foi noticiado que a empresa operava em 27 mercados europeus, disponibilizando 5,2 milhões de produtos de 1800 fabricantes, isto para 166 marcas de carros, 23 marcas de pesados e 154 de motociclos. Só em Portugal, gerou 24,3 milhões de euros em vendas, resultantes de 257 mil encomendas por 145 mil clientes. A ATD PORTUGAL dispõe ainda de uma aplicação AUTODOC CLUB adaptada para iOS e Android e do programa AUTODOC PLUS.
Em 2018, a AUTODOC foi o parceiro oficial do ADAC Rally Masters. Em 2019, a AUTODOC foi o parceiro oficial do Campeonato do Mundo de Ralis da FIA (WRC) e patrocinador em todas as rondas europeias.